# Tschaunerite
La tschaunerite (simbolo IMA: Tsc) è un minerale del supergruppo della marokite appartenente alla famiglia minerale degli "ossidi e idrossidi" con composizione chimica (Fe2+)(Fe2+Ti4+)O4.

## Etimologia e storia
La tschaunerite porta il nome di Oliver Tschauner, geofisico presso l'Università del Nevada - Las Vegas), per il suo significativo contributo alla fisica dei minerali e alla scoperta e caratterizzazione dei minerali ad alta pressione.
Il campione tipo è conservato presso la collezione di meteoriti "E. Stolper" presso la "Division of Geological and Planetary Sciences" del CalTech.

## Classificazione
La tschaunerite è un minerale approvato dall'Associazione Mineralogica Internazionale (IMA) nel 2018, quindi non è presente nella classificazione dei minerali secondo Dana, né nella Sistematica dei lapis (Lapis-Systematik) di Stefan Weiß , né tantomeno nella nona edizione della sistematica dei minerali di Strunz.
Compare nell'edizione successiva, proseguita dal database "mindat.org" e chiamata Classificazione Strunz-mindat, dove la tschaunerite è elencata nella classe "4. Ossidi (idrossidi, V[5,6] vanadati, arseniti, antimoniti, bismutiti, solfiti, seleniti, telluriti, iodati)" e nella sottoclasse "4.B Metallo:Ossigeno = 3:4 e simili"; questa viene ulteriormente suddivisa in base alle dimensioni dei cationi coinvolti, in modo da trovare la tschaunerite nella sezione "4.BB Con soltanto cationi di media dimensione" dove forma il sistema nº 4.BB.45 come unico membro.

## Abito cristallino
La tschaunerite cristallizza nel sistema ortorombico con il gruppo spaziale Cmcm (gruppo nº 63) con i parametri reticolari a = 2,71(2) Å, b = 9,216(8) Å e c = 9,103(4) Å, oltre ad avere 4 unità di formula per cella unitaria.

## Origine e giacitura
La tschaunerite è stata trovata in un nocciolo di un grano di ulvöspinello-ilmenite trasformato, intrappolato in una tasca di fusione da shock nei meteoriti marziani; qui è in paragenesi con augite, feiite, liuite, magnetite, maskelynite, pigeonite, stishovite, stöfflerite, ulvöspinello, wangdaodeite, wüstite e zagamiite.
La tschaunerite è un minerale rarissimo ed è stata trovata solo nel meteorite marziano "Shergotty", ritrovato nel distretto di Gaya, in India, che è anche la sua località tipo.